# ويليام إليوت (لاعب كريكت)
ويليام إليوت (بالإنجليزية: William Elliott)‏ (15 نوفمبر 1842 في المملكة المتحدة - 1891 بونشستر في المملكة المتحدة) هو لاعب كريكت بريطاني (وحمل سابقاً جنسية المملكة المتحدة لبريطانيا العظمى وأيرلندا). لعب مع نادي مقاطعة نوتنغهامشير للكريكت ‏.

## وصلات خارجية
- ويليام إليوت على موقع إي آس بي آن كريك إنفو (الإنجليزية)